# اچ‌ام‌اس نورفک (۱۷۵۷)
اچ‌ام‌اس نورفک (۱۷۵۷) (به انگلیسی: HMS Norfolk (1757)) یک کشتی بود که طول آن ۱۶۵ فوت ۶ اینچ (۵۰٫۴۴ متر) بود. این کشتی در سال ۱۷۵۷ ساخته شد.